# 章碣
章碣（?—?），字魯封，桐庐（今属浙江）人。一說是章孝标之子，唐朝詩人。
早年多次未考中進士。乾符年間，侍郎高湘主持贡举考試，並且還從长沙携門生廣東人邵安石进京赴考，並舞弊使邵安石进士及第。章碣怨恨不平，作《东都望幸》诗以諷刺高湘循私舞弊。钱镠打算以章碣为表奏孔目，但章碣“拒而见笞”。乾符四年進士及第。咸通年間，與浙东观察使王渢游宴，作《陪浙西王侍郎夜宴》诗。唐末黃巢之亂，章碣因此離開長安，流落江湖，中和三年（883年）在毗陵登高，後不知所终。有《章碣诗》一卷，《章子》三卷，皆佚。《全唐诗》存其詩一卷，其中的詩作《焚書坑》諷刺秦始皇的焚書政策，揭露洗腦民眾是無用的，獲得毛澤東的肯定。收入舊時大陸初中語文課本。